# Oituz
Oituz est une commune roumaine située dans le județ de Bacău.